# 炮车街道
炮车街道是中华人民共和国江苏省徐州市邳州市下辖的一个街道办事处。
2013年8月6日，江苏省人民政府批复同意撤销炮车镇，以原炮车镇的蒋庄、墩集、桃园3个居委会区域和龙池、张圈、四王、果园、陆营、圩北、宋圩、堰洼、范庄、天齐、红卫、刘口12个村委会区域设立炮车街道办事处，街道办事处驻蒋庄新街50号。

## 行政区划
炮车街道下辖以下村级行政区划单位：
桃园社区、蒋庄社区、墩集社区、龙池村、张圈村、四王村、果园村、陆营村、圩北村、范庄村、天齐村、红卫村、刘口村、宋圩村和堰洼村。